# John Avison
Pour les articles homonymes, voir Avison.
John Henry Patrick Avison, né le 25 avril 1915 à Vancouver et mort le 30 novembre 1983 à Vancouver, est un chef d'orchestre, pianiste canadien et le premier chef de l'Orchestre radiophonique de la CBC (en) à Vancouver.

## Biographie

### Éducation et formation
À Vancouver, Avison obtient son diplôme de l'ATCM en 1929 sous la tutelle de J.D.A Tripp, qui est à l'époque le principal professeur de piano de Vancouver. En 1935, Avison obtient une licence à l'Université de Colombie-Britannique, puis un baccalauréat en musique à l'Université de Washington en 1936. Cependant, les études d'Avison sont interrompues par le déclenchement de la Seconde Guerre mondiale, au cours de laquelle il sert dans l'armée canadienne, obtenant le grade de lieutenant-colonel. Après la guerre, Avison reprend ses études, d'abord à Juilliard en 1946, puis à l'Université Columbia (1946-1947), avant d'étudier à l'Université Yale sous la direction du compositeur Paul Hindemith en 1947.

### Carrière
Pendant ses études d'après-guerre, Avison entame une carrière de pianiste. Il effectue des tournées en Amérique du Nord avec divers orchestres, tout en accompagnant plusieurs musiciens célèbres, dont Szymon Goldberg et Maureen Forrester.
En 1938, le fondateur de l'Orchestre de chambre de la SRC à Vancouver (aussi connu comme l'Orchestre de la radio de Vancouver), Ira Dilworth, demande à Avison d'être le premier chef d'orchestre de l'ensemble. Il occupe ce poste jusqu'à sa retraite en 1980. Sa carrière de chef d'orchestre connaît des débuts difficiles, plusieurs instrumentistes s'opposant à ses méthodes. Avison réussit à surmonter ces difficultés et se produit avec de nombreux orchestres, notamment à Toronto, Montréal, Québec et Londres, et avec le London Philharmonic en 1959. Avison a également été le chef d'orchestre attitré du CBC Talent Festival, à partir de 1966.
En tant que chef de l'Orchestre de la radio de Vancouver, Avison dirige les premiers concerts orchestraux dans l'Arctique canadien.
Avison compose également des œuvres pour les programmes de télévision et de radio de la CBC, notamment Journey et River of the Clouds. Il est également membre du comité consultatif des arts du Conseil des Arts du Canada de 1967 à 1971.

#### Style de direction
Tout au long de sa carrière de chef d'orchestre, Avison est connu pour ses premières d'œuvres canadiennes nouvelles, notamment la Symphonie no 3 de Jacques Hétu. Cinquante-trois ans après la fondation de l'Orchestre de chambre de la SRC à Vancouver, l'ensemble avait créé plus de 200 œuvres de 80 Canadiens, dont la plupart dirigées par Avison. Reconnu comme un chef d'orchestre doué aux multiples talents, Avison s'est également spécialisé dans le canon du XVIIIe siècle.
D'après Bryan N.S. Gooch, John Avison est « un musicien aussi talentueux que sensible; il connaissait avec précision un vaste répertoire, et ses exécutions se distinguaient non seulement par son exigence de qualité, mais aussi par son amour et sa compréhension profonds de la musique. Il était un pianiste brillant doublé d'un lecteur accompli; son énergie et ses qualités de meneur nous manquent grandement. »

### Vie privée
Avison est marié à Angelina (née Calangis), violoniste de l'Orchestre symphonique de Vancouver. Ils ont tous deux fait partie des premiers intronisés au British Columbia Entertainment Hall of Fame (en) en 1992.

## Prix et distinctions
John Avison devient membre de l'Ordre du Canada en 1978 en reconnaissance de ses services rendus à la musique, et est intronisé au British Columbia Entertainment Hall of Fame.
À l'automne 1988, l'Orchestre de chambre de la SRC à Vancouver lance la série Avison, un ensemble de concerts annuels, en l'honneur d'Avison.
- Mention de l'Institute of Contemporary Arts de Londres à Avison et à l'Orchestre de chambre de la SRC à Vancouver.
- Citation du Canada pour la musique de la Ligue canadienne des compositeurs (1970).
- Membre de l'Ordre du Canada (1978).
- Médaille du Conseil canadien de la musique (1980).